# Omois
Omois ist die historische Bezeichnung des Gebiets um die Stadt Château-Thierry, des südöstlichsten Teils der Region Picardie in Frankreich an der Grenze zur Champagne.

## Lage
Der Omois umfasst insbesondere einen Teil des Tals der Marne. In Château-Thierry nimmt der durch das Tal der Marne führende Abschnitt der Route touristique du Champagne seinen Ausgang, der die Weinbau treibenden sechsunddreißig Orte im Tal der Marne berührt, die zum Gebiet Vallée de la Marne (Weinbaugebiet Champagne) gehören und die inzwischen die geschützte Herkunftsbezeichnung tragen dürfen.

## Geschichte
Der Omois war historischer Besitz der Grafen des Omois.